# José Veiga
José Manuel Monteiro da Veiga (ur. 18 grudnia 1976 w Lizbonie) – kabowerdyjski piłkarz występujący na pozycji bramkarza.
W barwach Estreli Amadora rozegrał 28 spotkań w Primeira Liga, debiutując 24 sierpnia 2003 w zremisowanym 1:1 spotkaniu z FC Porto. Ponadto występował m.in. w Segunda División jako zawodnik Levante UD oraz w League Two jako gracz Macclesfield Town.
W reprezentacji Republiki Zielonego Przylądka zadebiutował 5 czerwca 2004 w przegranym 1:2 meczu el. do MŚ 2006 z Południową Afryką. W latach 2004–2007 w drużynie narodowej zagrał 14 razy.